# The Man from Earth: Holocene
The Man from Earth: Holocene ist ein 2017 erschienener US-amerikanischer Science-Fiction-Film von Richard Schenkman. Der Film ist eine Fortsetzung des 2007 erschienenen The Man From Earth. Das Drehbuch wurde von Schenkman und Emerson Bixby, dem Sohn von Jerome Bixby, geschrieben. Der Film wurde von den Produzenten selbst zu Marketing-Zwecken auf der für Raubkopien bekannten Seite The Pirate Bay veröffentlicht. Die Hauptrolle des John Oldman spielte wie schon im Vorgänger David Lee Smith.

## Handlung
Der Film handelt vom Universitäts-Professor John Oldman, der sich nun John Young nennt und bereits seit mehr als 14.000 Jahren lebt. Vier Studenten kommen seiner Identität und dem unnatürlich langen Leben auf die Spur und kontaktieren seinen ehemaligen Kollegen Art Jenkins. Jenkins, der sich seinen Ruf als Wissenschaftler zerstört hat, weil er ein Buch über die unglaubwürdige Geschichte des John Oldman veröffentlichte, fordert Beweise von den Jugendlichen, die dafür in das Haus von Oldman einbrechen. Als die junge Tara dem Professor offenbart, dass sie sein Geheimnis kennt und ihn verführen will, will dieser seine Identität als John Young aufgeben, seine Lebensgefährtin Carolyn verlassen und Hals über Kopf aufbrechen. Die vier Studenten kontaktieren Jenkins, der nun anreisen will. Währenddessen versuchen sie Oldman zum Bleiben zu überreden. Dabei überwältigt einer der jungen Männer den Professor mit einem Elektroschocker, wodurch dieser bewusstlos wird. Während drei Studenten Jenkins, welcher eine Panne hatte, mit dem Auto abholen wollen, passt der zutiefst religiöse Philip auf den bewusstlosen Oldman auf. Er fesselt ihn an einen Stuhl und als dieser aufwacht, will er ihn dazu bringen, zuzugeben, dass er Jesus Christus war. Im Laufe des Gespräches verdächtigt er Oldman allerdings, der Antichrist zu sein. Es kommt zur Auseinandersetzung, bei der Oldman durch Philip lebensgefährlich verletzt wird. Als die anderen drei Studenten mit Jenkins zum Haus von Oldman zurückkehren, sind beide verschwunden. Am Ende sieht man, dass Oldman sich in einer Höhle in den Bergen aufhält, wo er von seinem alten Freund Harry besucht wird. John Oldman erklärt, dass er langsam altert und sich nicht mehr so schnell regeneriert wie früher. Er bezeichnet sich selbst als Holozän-Mensch, da er die komplette Zeitspanne des Holozäns erlebt hatte, das sich dem Film zufolge nun dem Ende zuneigt.
In einer Mid-Credit-Scene klingelt ein FBI-Agent bei Dr. Art Jenkins. Nur schemenhaft zu erkennen befragt der Agent Jenkins nach John Oldman und nennt drei weitere Aliasse von diesem; Jenkins bestätigt zu wissen, von wem die Rede ist. Der Agent stellt eine Verbindung zwischen Oldman und mehreren Mordfällen her, bei denen die Beschreibung des mutmaßlichen Täters Oldman genau beschreibt. Auf dessen Frage hin bestätigt Jenkins dem Agenten, dass „alles möglich“ sei, so auch, dass John Oldman ein Jahrtausende alter Mörder sei.

## Produktion
Der Film wurde in zwölf Tagen im Juni 2016 in Los Angeles und Umgebung gedreht. Die Produktion kostete etwas über 300.000 US-Dollar.

## Rezeption
Der Film wurde von Kritikern und dem Publikum deutlich schlechter aufgenommen als der Vorgänger. Produzent Wilkinson meinte dazu, dass viele Menschen unweigerlich denken würden, der Film sei ein Sakrileg und würde den ersten Teil ruinieren.